# Шемяновице Шльонске
Шемяновѝце Шльо̀нске (на полски: Siemianowice Śląskie; на силезийски: Śymjanowicy; на немски: Siemianowitz, Laurahütte) е град в Южна Полша, Силезко войводство. Административно е обособен в самостоятелен градски окръг (повят) с площ 25,50 км2.

## География
Градът се намира в историческата област Горна Силезия. Част е от Горносилезката метрополия. През Шемяновице тече река Бриница.

## Население
Според данни от полската Централна статистическа служба, към 1 януари 2014 г. населението на града възлиза на 68 844 души. Гъстотата е 2 700 души/км2.

## Административно деление
Градът е разделен на 5 района (джелници)
- Центрум – 11,98 км2.
- Михалковице – 5,46 км2.
- Бангов – 2,96 км2.
- Пшелайка – 2,7 км2.
- Битков – 2,3 км2.

## Фотогалерия
- Църква „Св. Кръст“
- Дворец в Шемяновице
- Дворец „Ренбабенов“ в Михалковице
- Гроб на незнайния войн
- Градската болница
- Градски парк